# Сайман Палло
«Сайман Палло» (фін. Saimaan Pallo) — хокейний клуб з міста Лаппеенранта, Фінляндія.

## Історія
Клуб засновано 1948 року. Найвищим досягненням команди є третє місце в сезоні 1965–1966 років. Ще двічі у сезонах 1998–1999 та 2013–14 років клуб грав у серіях за третє місце але двіч поступився ГПК (7–2) і «Лукко» (3–2).
СайПа двічі грала у Лізі чемпіонів. У сезоні 2014–15 років вони поступились у чвертьфіналі Кярпят. У сезоні 2016–17 спочатку стали переможцями групи I, де їм протистояли німецький Айсберен Берлін та шведський Лулео у плей-оф на стадії 1/16 фіналу переграли за сумою двох матчів Таппару а в 1/8 фіналу поступились Векше Лейкерс.
СайПа виховала сім гравців, які виступали в Національній хокейній лізі: Антті Аалто, Юссі Маркканен, Петтері Нокелайнен, Петрі Скріко, Юссі Тімонен, Веса Війтакоскі та Ніклас Бекстрем. Юссі Маркканен є співвласником клубу.

## Домашня арена

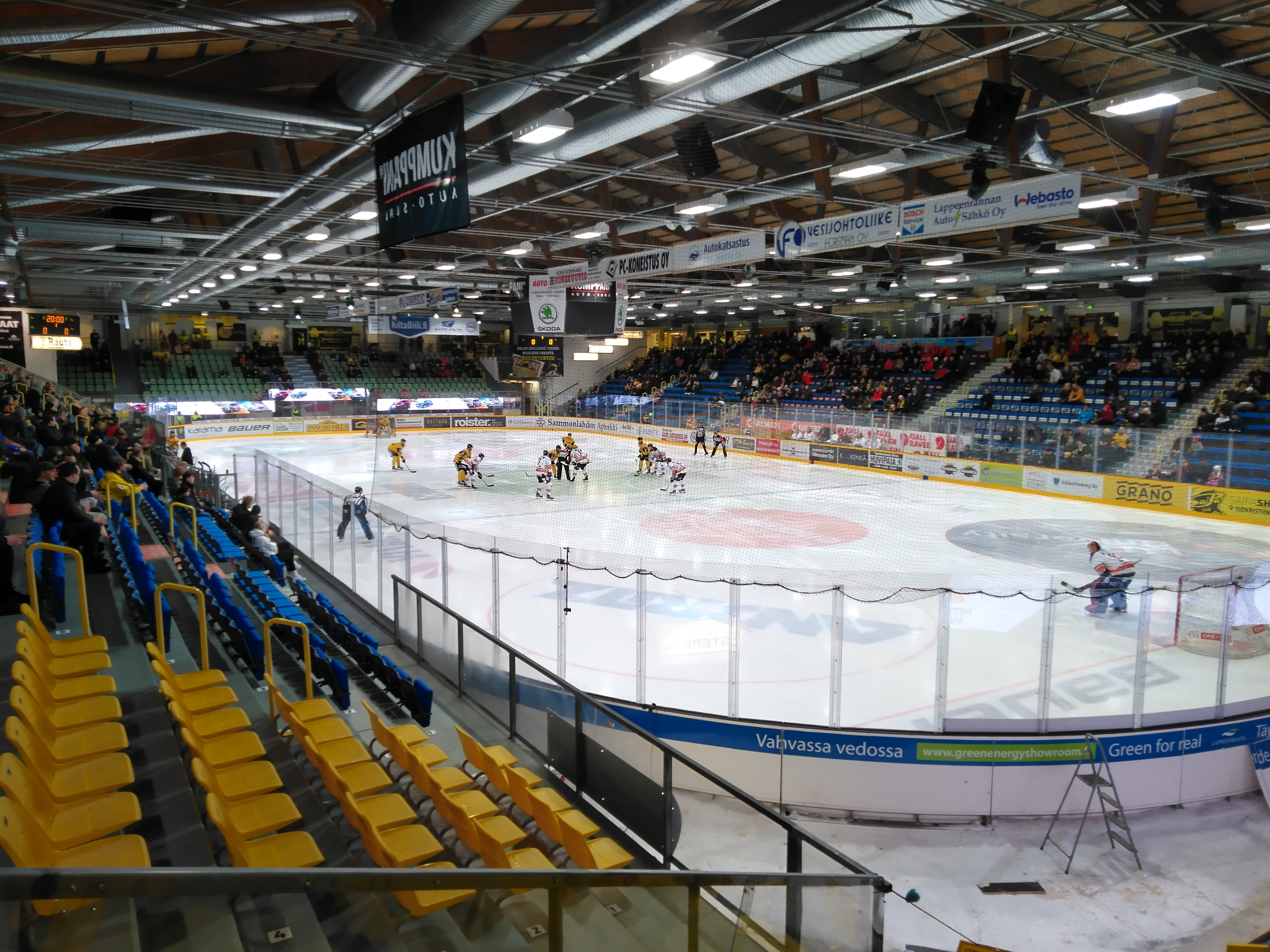
Матч СайПа — ГПК

23 жовтня 1963 року відкрита штучна ковзанка, яка стала п'ятою на той момент у Фінляндії. Стадіон «Кісапуйсто» відкритий 30 вересня 1972 року. Арена вміщує 4820 глядачів.

## Досягнення
Лійга
- Срібний призер (1): 2024–25
- Бронзовий призер (1): 1965–66